# Punta Rossa della Grivola
La Punta Rossa della Grivola (Pointe rousse de la Grivola in francese, 3.630 m s.l.m., detta anche, in modo più semplice Punta Rossa o Pointe rousse) è una montagna valdostana nel Massiccio del Gran Paradiso.

## Toponimo
Nonostante in francese il toponimo "pointe rousse", da cui deriva l'italiano punta rossa, significhi "punta fulva", in realtà significa punta ghiacciata e deriva dal patois valdostano Ruise-Roése-Roise-Royse, che indica un ghiacciaio, come nella stessa etimologia del Monte Rosa.

## Caratteristiche

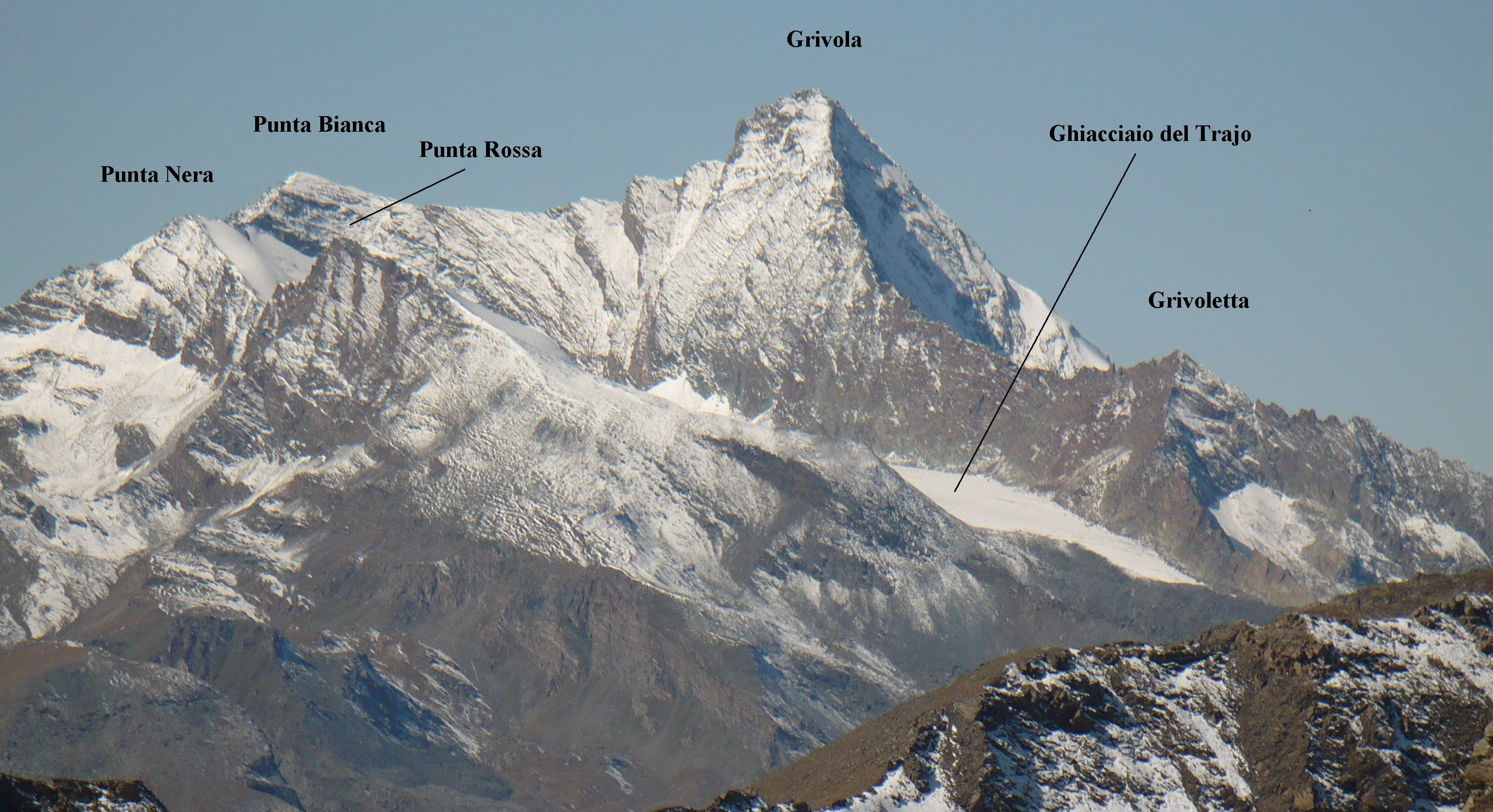
Indicazione delle principali vette che contornano il ghiacciaio del Trajo.

La montagna si trova nei pressi della più alta e più importante Grivola. È collocata ad est della Grivola e spostata verso la Val di Cogne.
È una delle cime che contornano il ghiacciaio del Trajo, assieme alla Grivola, alla Grivoletta, e alle Punte Nera e Bianca della Grivola.
Si presenta con due versanti: quello rivolto verso sud-est si presenta roccioso mentre quello rivolto a nord-ovest è nevoso e da quest'ultimo scende il ghiacciaio del Trajo. Dalla vetta parte una lunga cresta che facendo un semicerchio e passando dalla Punta Nera e dalla Punta Bianca raggiunge la Grivola.

## Ascensione alla vetta

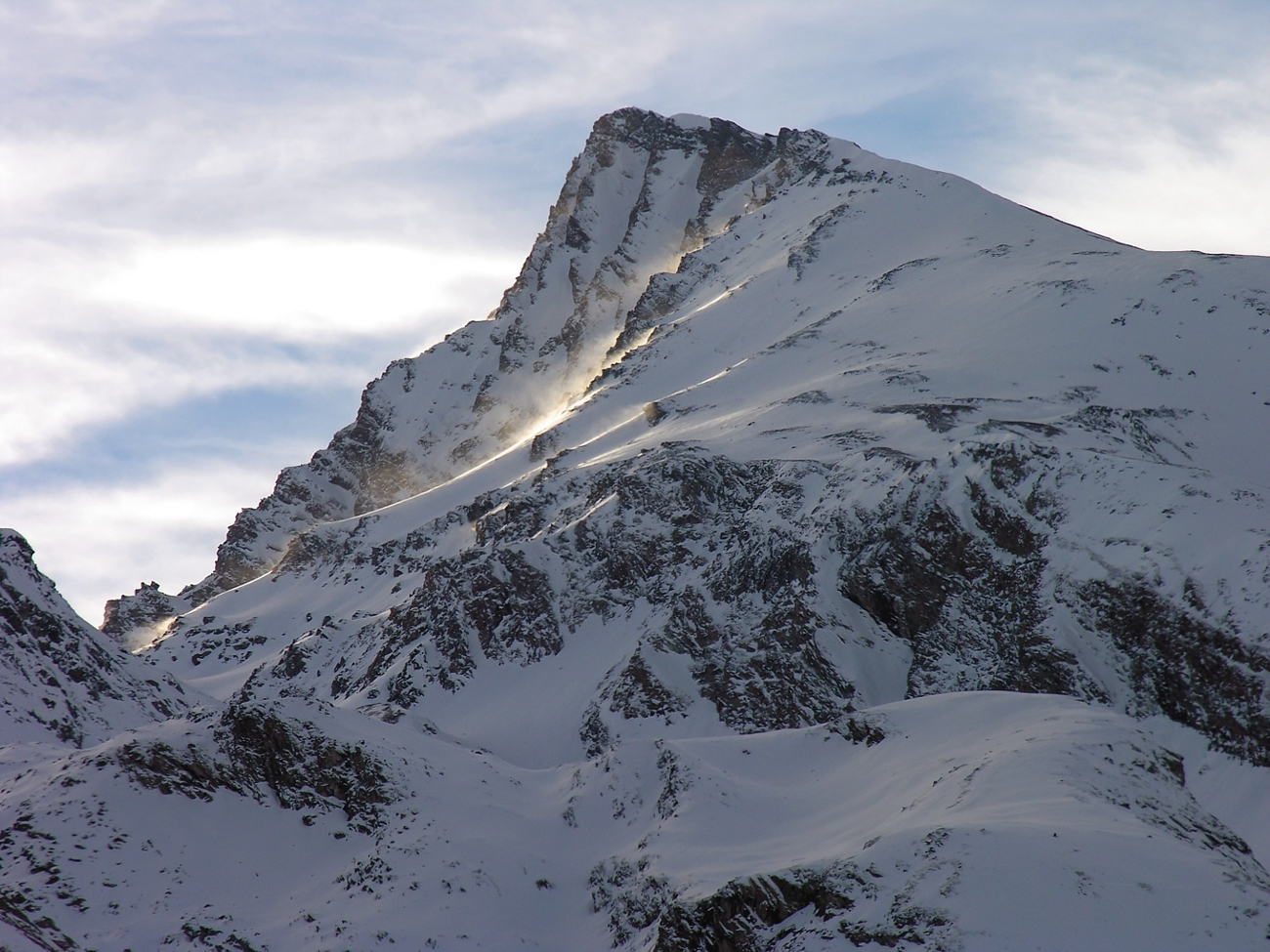
La Punta Rossa della Grivola

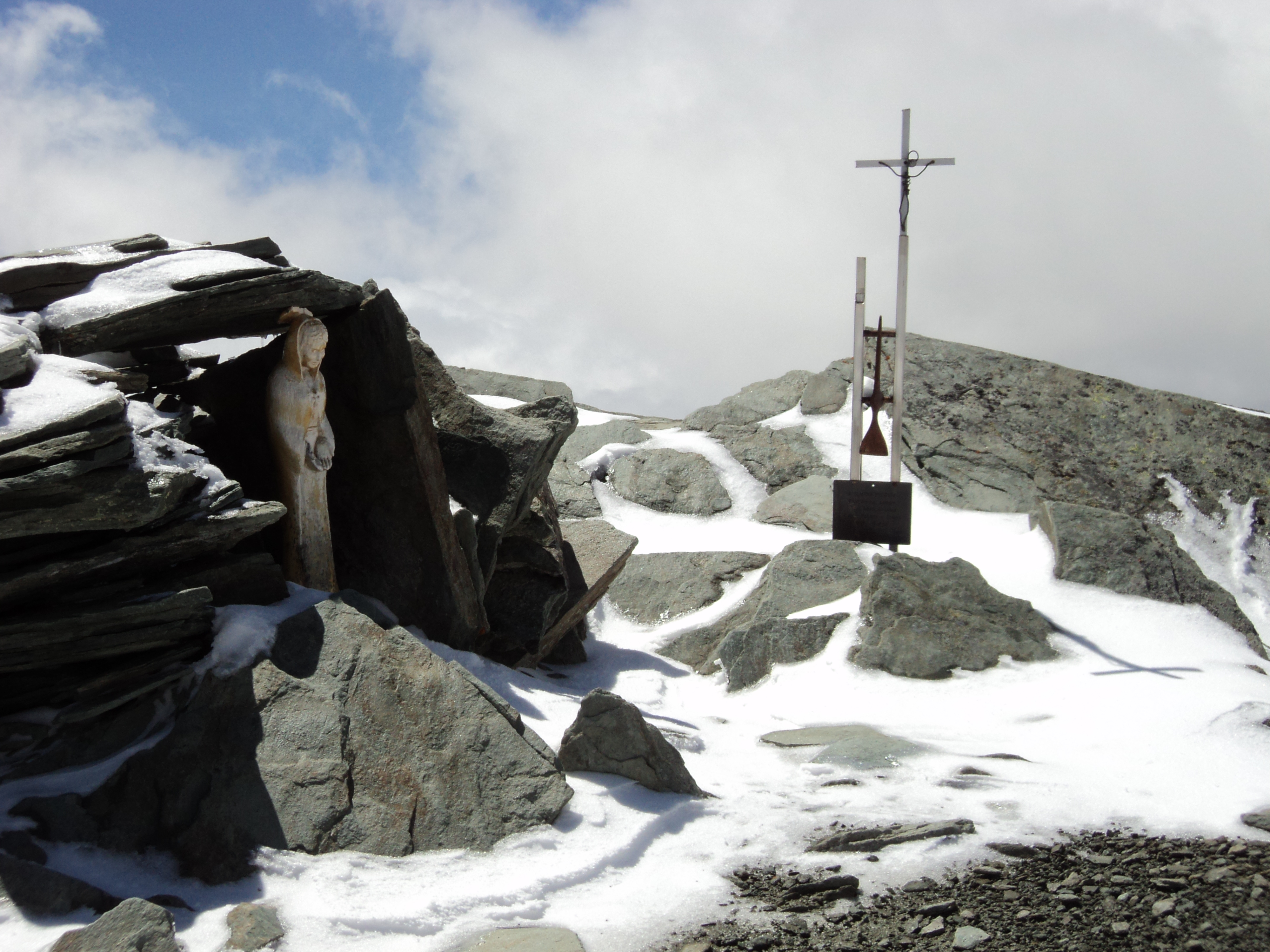
Vetta della Punta Rossa della Grivola.

Il percorso di salita non è difficile, ma è prevalentemente per escursionisti esperti. È tuttavia consigliabile portare con sé piccozza, ramponi, ed eventualmente una corda, in quanto a seconda delle annate si può incontrare del ghiaccio sulla cresta sommitale. La Punta Rossa è anche un impegnativo itinerario scialpinistico primaverile.
La salita può essere effettuata in giornata dal paese di Cogne o, preferibilmente, dal villaggio di Crétaz. L'itinerario si snoda su ottimo sentiero ben segnalato, che sale lungamente il vallone del mont-Pousset, fino al Col Pousset, ove è situato il Bivacco Gratton. Dal Bivacco si sale attraverso una ripida pietraia (neve fino a estate inoltrata), al termine della quale si segue la cresta, via via più ripida e affilata, fino in vetta. Può essere suggestivo pernottare al Bivacco ed effettuare la salita della vetta all'alba.
In alternativa, è possibile salire dal Rifugio Vittorio Sella, ove si può eventualmente pernottare. Dal Rifugio, un sentiero sale il Vallone del Lauson e continua a ripidi tornanti fino al Colle della Rossa (Col de la Rousse). Da qui una buona traccia attraversa il ripido versante Est della Punta Rossa fino al Col Pousset, da dove si prosegue per l'itinerario solito.
Sulla vetta è presente la croce e il libro delle firme. Spettacolare è la vista su tutti i Massicci della Valle d'Aosta: il Gran Paradiso, il Monte Bianco, le Grandes Jorasses, il Cervino e il Monte Rosa.
Il ritorno si effettua per una delle vie di salita. Ancora più emozionante è il ritorno per la cresta sud (consigliato solo ad alpinisti esperti). Dalla cima si segue la cresta sud sino al Colle della Nera (facendo attenzione ai pendii scoscesi sul ghiacciaio del Trajo). Dal Colle della Nera (fr. Col de la Noire) si seguono tracce e ometti sino alla congiunzione col sentiero per il Colle della Rossa, presso un laghetto. Seguire in direzione sud-est sino al Rifugio Sella.
La Punta Rossa della Grivola è inoltre una vetta per il cicloalpinismo e detiene il record di vetta più alta percorribile in discesa integralmente in sella a una bici, per quanto concerne il territorio italiano.